# Johann Ritter von Kalchberg

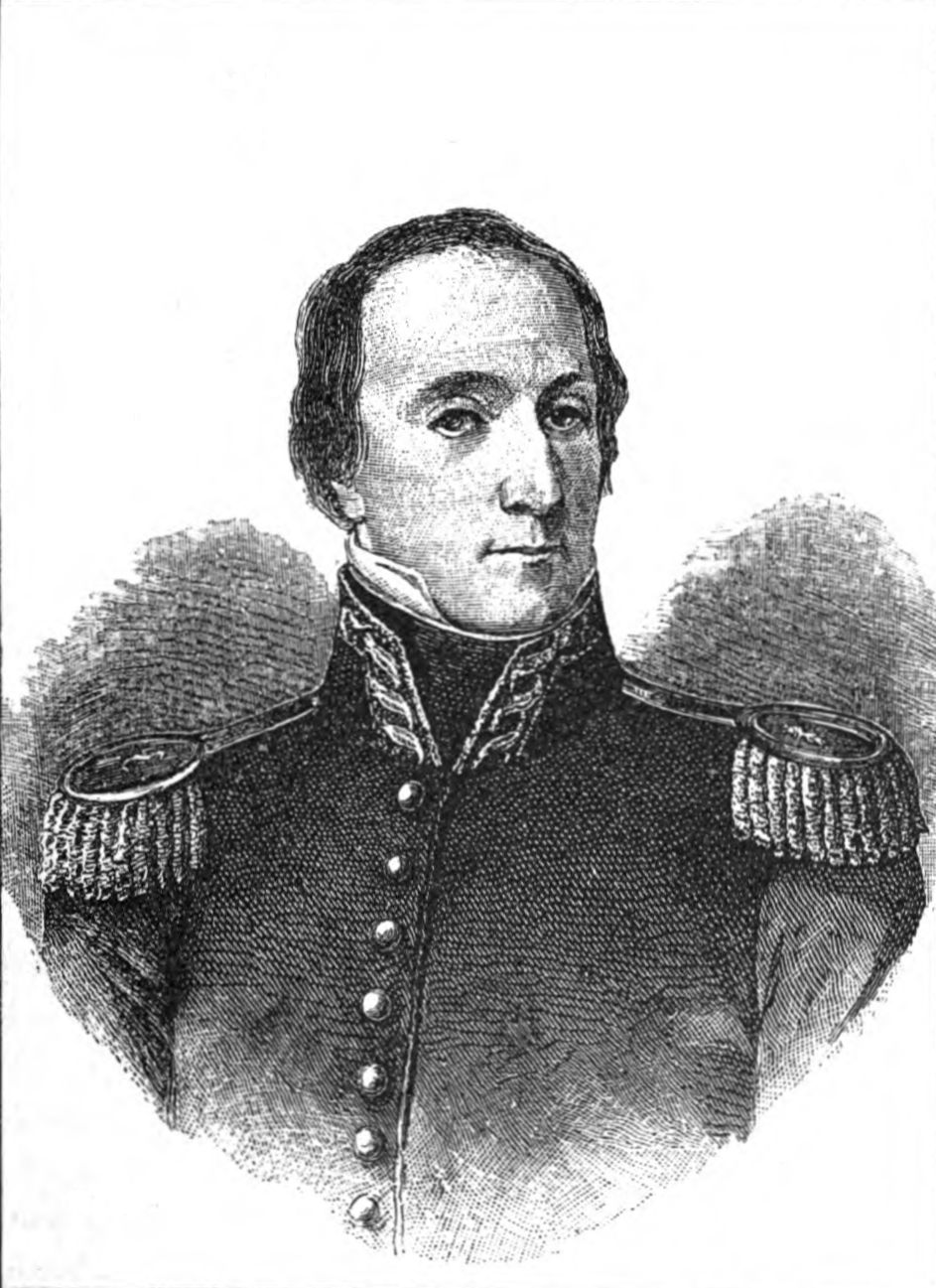
Johann von Kalchberg

Johann Ritter von Kalchberg (selten auch Johann von Kalchberg oder Johann Kalchegger von Kalchberg; * 15. März 1765 (lt. Gedenktafel an der Leechkirche am 14. März) in Pichl im Mürztal; † 3. Februar 1827 in Graz) war ein österreichischer Schriftsteller, Historiker und Politiker.

## Leben
Kalchberg stammte aus einem wohlhabenden Gutsbesitzerhaus und wurde auf Schloss Pichl geboren. Er erhielt zunächst Privatunterricht, wobei ihn der frühe Lateinunterricht bei einem Pfarrer zunächst aufgrund von Misshandlungen negativ beeinflusste und trat anschließend in das Grazer Seminar ein. Dort stand er hauptsächlich unter dem Einfluss des Theologen Caspar Royko, der ihn beim historischen und literarischen Studium anleitete. Daneben absolvierte er das juristische Fachstudium, wohl an der Grazer Hochschule. Er erhielt 1785 zunächst eine Anstellung im Staatsdienst beim k.k. Bancalamt in Graz, verließ diese Stellung bereits wieder 1787 um sich seinem literarischen Wirken widmen zu können. Zuvor konnte er bereits erste Schriften zur Veröffentlichung bringen. Später verkaufte er um eine höhere Flexibilität zu gewinnen, das elterliche Schloss. Von 1805 bis 1810 war er Eigentümer des Schlosses Feilhofen bei Deutschlandsberg.
Kalchberg stand in persönlicher Verbindung zu Erzherzog Johann von Österreich und war entsprechend bei der Gründung des Joanneums, einer Grazer technischen Lehr- und Grazer Museumsanstalt, beteiligt. Seine Schwerpunkte lagen dabei in der Förderung der Bibliothek, der Münzsammlung sowie des Archivs. Er selbst war dabei um die historische Forschung bemüht, insbesondere um die Urkundenforschung unter anderem zur Steiermark.
Kalchberg wirkte darüber hinaus politisch. 1791 und 1796 war er ständischer Ausschussrat, 1810 und 1816 Zweiter Vertreter sowie 1817 und 1823 Erster Vertreter des Ritterstandes der Steiermark. Daneben war er als Direktor der ständischen Kanzlei tätig sowie als Mitglied der Theater-Oberdirektion und als Theaterzensor. Zudem war er in Kommissionen und Ausschüssen zum Archiv- und Steuerwesen vertreten. Im Bereich des Steuerwesens setzte er sich für die Untertanen ein und forderte die Senkung der Grundsteuer.

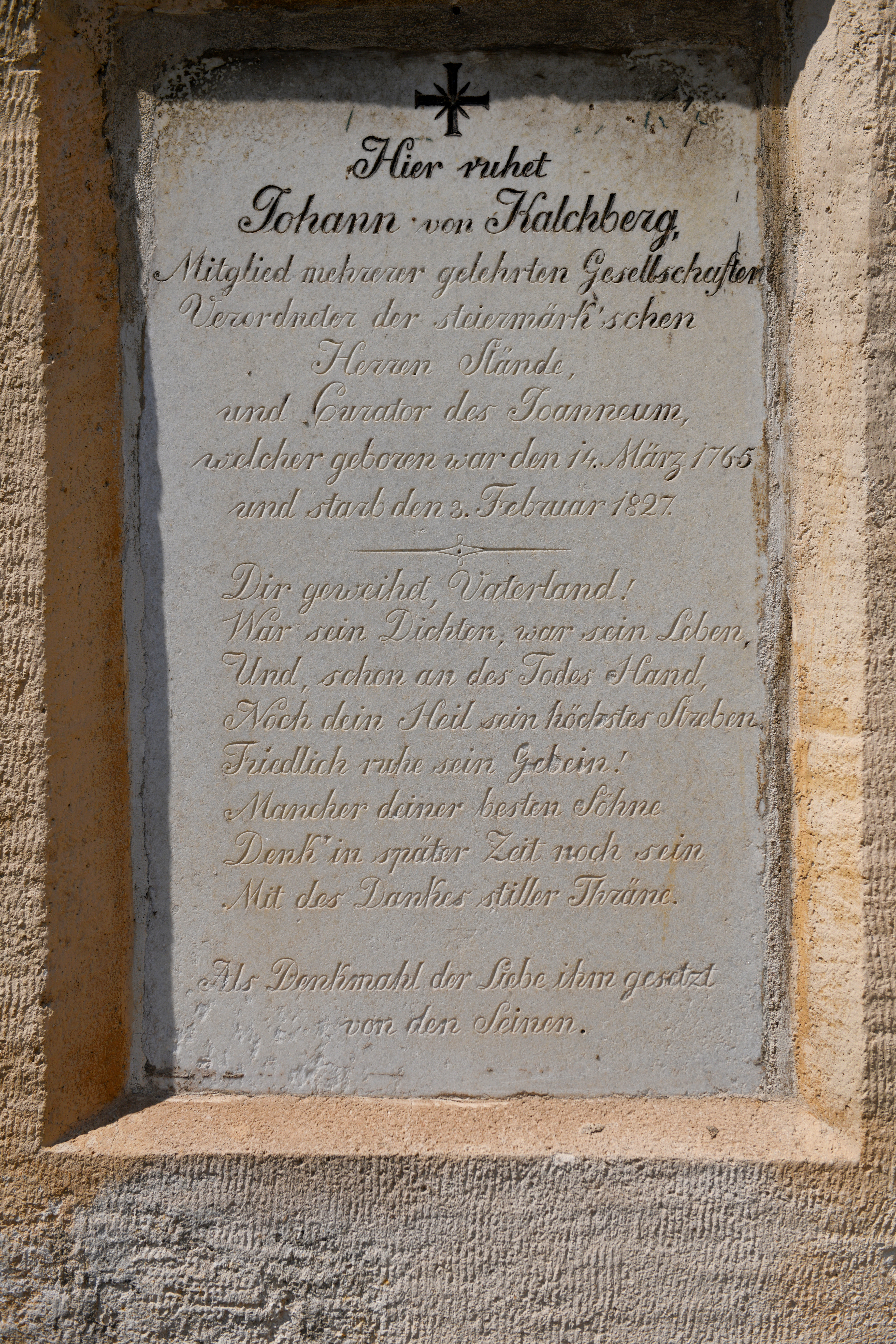
Gedenktafel an seiner Grabstätte an der Südseite der Leechkirche

Kalchberg wurde 1787 per Diplom zum Mitglied der Arkadischen Gesellschaft zu Rom ernannt, 1793 erfolgte die Ernennung zum Mitglied der Deutschen Gesellschaft zu Jena.
Nach Kalchberg sind in Graz die Kalchberggasse (Bezirk Innere Stadt) und in St. Barbara die Kalchbergstraße benannt.
Seine Tochter Emilie von Kalchberg schrieb ebenfalls Gedichte.

## Werke (Auswahl)
- Agnes Gräfin von Habsburg. Schauspiel, Gratz 1786.
- Die Tempelherren, ein dramatisches Gedicht, Gratz 1788.
- mit Josef von Scheiger u. a.: Früchte der vaterländischen Musen, 2 Bände, Gratz 1789–1790 (für das durch einen Brand verwüstete Sankt Lorenzen im Mürztal).
- Die Grafen von Cilli, 2 Bände, Wolfberg und Cilli 1792–1793.
- Wülfing von Stubenberg. Ritterschauspiel, Wien 1796.
- Die deutschen Ritter in Akkan, ein dramatisches Gedicht, Wien 1796.
- Historischen Skizzen, 2 Bände, Wien 1800.
- Attila, König der Hunnen, ein dramatisches Gedicht, Wien und Gratz 1806.
- Sämmtliche Werke. 9 Bände, Gerold, Wien 1816–1817:
  - Band 1 enthält die Gedichte,
  - Bände 2–4 die historischen Darstellungen,
  - Band 5 vermischte Schriften,
  - Bände 6–9 historische Schauspiele.